# Grigori Zinoviev
Pour les articles homonymes, voir Zinoviev.
Ne doit pas être confondu avec Alexandre Zinoviev.
 (novembre 2011).
Grigori Evseïevitch Zinoviev (en russe : Григо́рий Евсе́евич Зино́вьев), de son vrai nom Ovseï-Gerchen Aronovitch Radomyslski-Apfelbaum, né le 11 septembre 1883 (23 septembre dans le calendrier grégorien) à Elizavethrad et mort exécuté le 25 août 1936 à Moscou, est un révolutionnaire bolchevik.
Membre du Politburo du Parti bolchévik et président du soviet de Léningrad, il s'associe en 1923 avec Lev Kamenev et Joseph Staline pour former une troïka qui marginalise Léon Trotski, avant de se rapprocher, au milieu des années 1920, de ce dernier. Zinoviev est finalement éliminé au début des Grandes Purges mises en œuvre par Staline : condamné à mort lors du premier procès de Moscou, il est exécuté le lendemain du jugement, le 25 août 1936.

## Biographie

### Avant la révolution

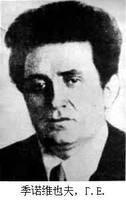
Grigori Zinoviev en 1910.

Né en Ukraine en 1883 de parents juifs journaliers agricoles, autodidacte confirmé, Zinoviev « est épais, avec un visage consulaire plutôt pâle, massif, une abondante chevelure ébouriffée, un regard gris bleu ». Il milite d'abord dans le Sud de l'Empire russe. Émigré en 1902 à Berne, où il étudie la chimie et le droit jusqu'en 1905, il y rencontre Georgui Plekhanov et Lénine : ce dernier le pousse à entrer au parti bolchevik, ce qu'il fait l'année suivante. Il joue un rôle important dans l'organisation du POSDR (Parti ouvrier social-démocrate de Russie) à Saint-Pétersbourg. Après l'échec de la révolution de 1905, son activité principale se concentre dans le journalisme et les publications du parti.
Poursuivi par la police, il quitte la Russie de 1908 à 1917. Il est élu au comité central du POSDR en 1907 à Londres. L'année suivante, il rejoint Lénine à Genève et devient son bras droit jusqu'en 1912, responsable du parti à Cracovie, territoire appartenant alors à l'Autriche-Hongrie et où s'est réfugiée une partie de la direction du Parti. La Première Guerre mondiale les rapproche encore. Après la révolution de Février, ils rentrent ensemble en Russie dans le fameux « wagon plombé » organisé par les Allemands en avril 1917.

### De la révolution aux années 1930
Entré dans la clandestinité après les journées de juillet 1917, Zinoviev s'oppose, avec Kamenev, au soulèvement armé préparé par Lénine. Plus encore, après la victoire d'Octobre, il se prononce pour un rapprochement avec les mencheviks et les SR (socialistes-révolutionnaires). Ces choix lui seront, ainsi qu'à Kamenev, vivement reprochés par la suite.
Membre suppléant du Politburo du Parti communiste de l'Union soviétique dès sa création, il en devient dès le Xe congrès du PCUS (1921) membre titulaire, aux côtés de Lénine, Kamenev, Trotski et de Staline — Nikolaï Krestinski ayant été écarté. Il préside le Soviet de Petrograd en décembre 1917 et tient fermement les rênes de cette organisation, la plus importante du pays, et défend la ville à deux reprises contre les Russes blancs. C'est Grigori Zinovev qui prend la décision de l'assassinat de quatre grands-ducs prisonniers le 29 janvier 1919. Aux premières heures de la journée du 30 janvier 1919, le grand-duc Paul Alexandrovitch malade sur sa civière, en même temps que ses cousins les grands-ducs Dimitri, Georges Mikhaïlovitch et Nicolas Nikolaïevitch sont fusillés à la forteresse Saint-Pierre-Saint-Paul.
Il dirige aussi, depuis sa création en 1919, le Comité exécutif de l'Internationale communiste (Komintern), où son influence sera déterminante dans l'évolution des partis communistes européens, notamment en France lors du congrès de Tours. Il est ainsi à Bakou en septembre 1920, lors du Premier congrès des peuples d'Orient puis, le mois suivant, au congrès de Halle du Parti social-démocrate indépendant d'Allemagne (USPD), au cours duquel il prononce un discours de quatre heures. Le congrès aboutit à une scission qui rejoint le Parti communiste d'Allemagne (KPD). Certaines stratégies sont cependant peu heureuses, comme le montre le soutien discutable qu’il apporte au secrétaire général Albert Treint au sein du PCF jusqu’à l’éviction de ce dernier, ou son analyse imprudente de la révolte spartakiste, qui s'achève dans l'échec cuisant de l'insurrection de 1919. Il défendra à son poste à la fois des stratégies ultragauchistes, comme en témoigne son appui à l'action de mars en 1921 pour passer « directement » au socialisme en Europe ou son insurrectionnalisme putschiste en Bulgarie et en Estonie, et des stratégies plus opportunistes, en soutenant - du moins au départ - le Kuomintang et le Front unique avec les socialistes réformistes.
Très tôt, ne cachant pas ses ambitions, Zinoviev contribue fortement à évincer Léon Trotski du pouvoir, s'associant à Kamenev et Staline pour former une troïka lors du XIIe congrès du PCUS (1923) afin de marginaliser l'organisateur de l’Armée rouge. Il se considère alors, non sans présomption, l'héritier légitime du chef du parti bolchévik qui, malade, ne peut réellement, à partir de 1922, reprendre la direction du gouvernement. Il organise en 1923 un procès à grand spectacle contre l'Église catholique mené par Nikolaï Krylenko, à l'issue duquel les évêques Constantin Budkiewicz, Léonide Féodoroff et Jan Cieplak sont condamnés à mort ou au camp de travail.
Alors que Staline consolide son pouvoir en tant que secrétaire général du PCUS, ce qui lui permet de contrôler les nominations en son sein, Zinoviev devient l'un de ses principaux concurrents : son poste de président du soviet de Leningrad (ex-Pétrograd) lui assure le soutien de « plusieurs milliers d'adhérents, liés par de vieilles amitiés et par la cohésion de l'appareil du Parti », dont Ivan Bakaev (ru), organisateur de la révolte de Kamychine en 1906 et président de la Tchéka de Petrograd, Grigori Evdokimov, membre du Comité central (exécuté en 1936 avec Zinoviev), et Mikhaïl Lachevitch (1894-1928), vice-commissaire à la Défense en 1924. Selon Victor Serge, il « dépasse » cependant ces derniers par « sa culture générale, sa longue expérience de l'émigration en Europe occidentale, ses talents de théoricien vulgarisateur, d'orateur polyglotte, d'écrivain facile, de leader reconnu ». De plus, sa fonction de directeur du Komintern lui donne une assise internationale avec Ruth Fischer et Arkadi Maslov en Allemagne et Albert Treint en France. Lors du XIVe congrès du PCUS (Moscou, décembre 1925), Zinoviev, qui « cumule la direction de la IIIe Internationale, du comité régional, du Parti et du Soviet » de Leningrad, est le seul à pouvoir s'opposer à Staline : toutes les autres délégations ont été désignées par des secrétaires nommés par Staline. Il forme alors l'Opposition de Leningrad, et se rapproche de Trotski et de l'Opposition de gauche, admettant a posteriori la justesse des mises en garde de Trotski, en 1923, contre la bureaucratisation du parti. Avec Kamenev et Trotski, ils forment alors la « troïka des purs », hostile à la NEP (dont Trotski avait soutenu la mise en place) et surtout favorable à l'instauration du « socialisme dans plusieurs pays ». Staline prône, au contraire, le « socialisme dans un seul pays » et le maintien de la NEP. Cette posture vaut au secrétaire général une certaine popularité dans le pays, tandis que l'appareil du parti lui est déjà acquis.
En effet, l'Opposition unifiée tient peu de temps dans le bastion de Leningrad. L'épuration énergique de Sergueï Kirov dans l'ancienne capitale la prive de ses soutiens les plus forts. Peu après, Zinoviev est forcé d'abandonner la direction de l'Internationale, où il est remplacé par Nikolaï Boukharine, ainsi que du Soviet de Leningrad : il est nommé, à la place, à la codirection du Tsentrosoyuz, à Moscou, l'organisation commerciale des coopératives étatisées. Il est finalement exclu du PCUS lors du XVe congrès (décembre 1927), et ne retrouvera plus son audience précédente en dépit de sa réintégration en 1929, motivée par des considérations tactiques partisanes de la part de Staline, lequel, ayant vaincu ses rivaux, adopte désormais leurs thèses en prônant la collectivisation. Il n'est cependant pas réadmis au Comité central, et demeure à un poste moyen. À la suite de l'affaire Rioutine, il est à nouveau exclu avec Kamenev en octobre 1932, puis réintégré en décembre 1933, et contraint à une auto-critique humiliante lors du XVIIe congrès du PCUS (janvier 1934).

### La fin

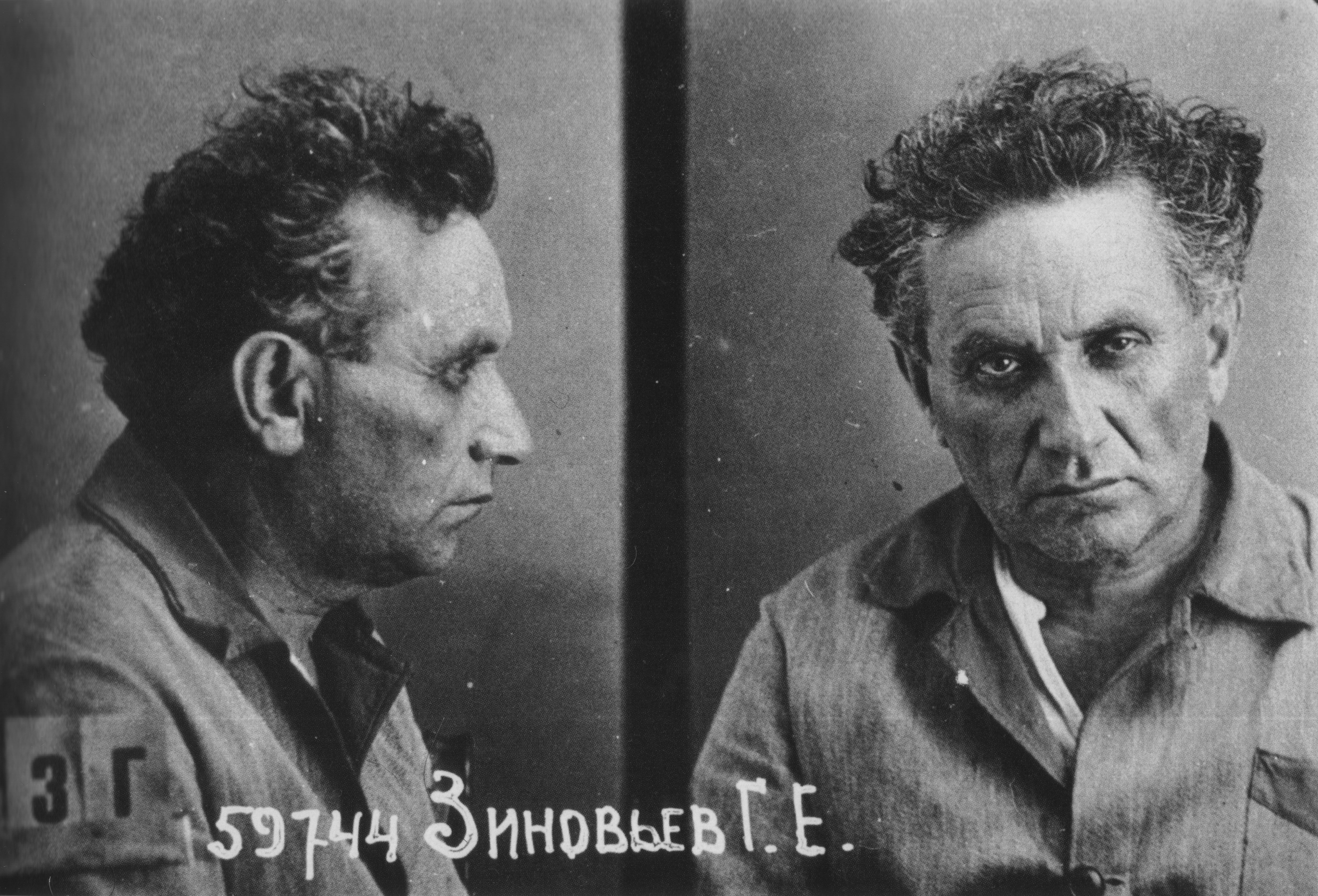
Grigori Zinoviev en 1936, après son arrestation par le NKVD.

L'assassinat de Sergueï Kirov le 1er décembre 1934 marque le début d'une répression sévère à Léningrad, avant de déboucher sur les Grandes Purges. Zinoviev, Kamenev et leurs associés les plus proches sont accusés de l'assassinat par Staline. Ils sont expulsés du Parti communiste et arrêtés dès décembre 1934. Ils passent en jugement en janvier de l'année suivante. On les contraint à admettre leur « complicité morale » dans l'assassinat de Kirov. Zinoviev est condamné à 10 ans de prison et ses partisans à différentes peines d'emprisonnement.
En août 1936, après des mois de préparation minutieuse dans les prisons de la police soviétique, Zinoviev, Kamenev et quatorze autres, essentiellement des bolcheviks de la première heure, se retrouvent à nouveau devant le tribunal pour un procès public. Cette fois, on les accuse d'avoir formé une organisation terroriste dont on prétend qu'elle est responsable de l'assassinat de Kirov et de tentatives d'assassinat contre Staline et contre d'autres chefs du gouvernement soviétique. Le procès conduit à la condamnation à mort des accusés, dont Zinoviev et Kamenev, exécutés aussitôt après la sentence, le 25 août 1936.
Ce procès (dit du « groupe terroriste trotskyste-zinoviéviste ») est le premier des procès à grand spectacle que furent les procès de Moscou. Il ouvre la voie à ceux qui vont suivre, spectacle étonnant qui sidère la plupart des observateurs étrangers, comme le montre la lecture des journaux de l’époque, y compris L'Humanité. De « vieux bolcheviks » s’accusent mutuellement des pires crimes, puis les avouent les uns après les autres et terminent ces aveux incroyables par des autocritiques qui sont autant d’envolées lyriques à la gloire de Staline. 

## Les contradictions et les échecs d’un disciple de Lénine
Ami très proche de Lénine — qui aurait même envisagé d’adopter un de ses enfants, faute d’en avoir avec Nadejda Kroupskaïa —, doué d’évidentes capacités intellectuelles, notamment oratoires, il était destiné à jouer un rôle éminent dans l’histoire du pays après la révolution d’Octobre. Le soutien de Vladimir Illitch, comme celui du Parti bolchévique, ne lui ont jamais manqué, comme le prouvent ses importantes responsabilités de 1917 à 1927. Lors du déclenchement de la terreur rouge, en septembre 1918, il a dit : « Sur les cent millions d'habitants que compte la Russie soviétique, nous devons en entraîner avec nous quatre-vingt-dix millions. Quant au reste, nous n'avons rien à en dire. Ils doivent être réduits à néant. ». Une résolution dénonçant les crimes du capitalisme et de la Terreur blanche débute ainsi :
« Dès le début de la guerre les classes dominantes qui, sur les champs de bataille avaient tué plus de dix millions d'hommes et en avaient estropiés encore bien davantage, ont érigé à l'intérieur de leurs pays aussi le régime de la dictature sanglante. »
Abordant la Russie elle se poursuit ainsi :
« À présent, les Krasnov et les Dénikine, jouissant de la collaboration bienveillante de l'Entente, ont tué et pendu des dizaines de milliers d'ouvriers, décimé, pour terroriser ceux qui restaient encore, ils laissèrent même pendant trois jours les cadavres pendus à la potence. Dans l'Oural et dans la Volga, les bandes de gardes-blancs tchécoslovaques coupèrent les mains et les jambes des prisonniers, les noyèrent dans la Volga, les firent enterrer vivants. En Sibérie, les généraux abattirent des milliers de communistes, une quantité innombrable d'ouvriers et de paysans. »
Pour autant, les choix stratégiques de Zinoviev, tout au long de son ascension dans la direction du parti et plus encore aux commandes du Komintern, ne lui ont pas permis d’affermir ses positions. Ses travers ont été soulignés, comme le fait Boris Souvarine dans son Staline (1935). Hors ces aspects anecdotiques, les erreurs qu’il a commises sont plus graves. Réputé et plus encore critiqué pour un autoritarisme sans pitié, il a peu à peu constitué contre lui une opposition qui se cristallisera autour de Staline, lequel, en utilisant les mêmes armes que son adversaire, se révèlera un manœuvrier redoutable dans la lutte pour le pouvoir.